# 環天頂弧
環天頂弧（英語：或，縮寫：CZA）或稱布拉維弧（Bravais' arc），是一種在外觀上類似彩虹的光學現象；但它的形成是太陽光從水平方向通過冰晶（一般位於卷雲內）後折射而形成，而非雨滴。

## 概要
環天頂弧形成於和太陽同一側的天空，並且以不超過四分之一圓周的長度環繞天頂。它的最內側顏色是藍色，最外側則是紅色，排列順序與彩虹相反。環天頂弧是其中一個最明亮和最多種顏色的暈。它的顏色比彩虹單純，這是因為在形成過程中重疊的顏色較少。而它給人的第一印象就是上下顛倒的彩虹。
環天頂弧曾經被稱為「天空的微笑」。因為它的形成位置相當高，很少被人注意到，但實際上它是相對較常見的大氣光學現象。產生幻日的卷雲也可以在天頂附近產生環天頂弧，通常發生於太陽在天空角度較低時。
形成環天頂弧的太陽光會從冰晶的平坦頂面進入，從其中一個稜鏡面射出。幾乎平行的太陽光經過角度90°的稜鏡折射後將是寬色分離和較單純的顏色。環天頂弧只能在太陽的仰角低於32.2°時形成。當太陽的仰角在22°時的環天頂弧最明亮，因為這時的太陽光進入和離開冰晶時的偏向角最小；這時形成的環天頂弧長度22°，寬度3°。環天頂弧的長度因為太陽仰角的不同而在32.2°和0°之間變化，並且在這兩個極值的環天頂弧亮度會非常微弱。當太陽的仰角高於32.2°，光線會從冰晶的底部離開，會形成幾乎只有單色的幻日環。

## 外部連結
- Atmospheric Optics - About CZAs （页面存档备份，存于）
- Atmospheric Optics - Circumzenithal Arc Gallery （页面存档备份，存于）
- Circumzenithal arc over Rome, Italy  （页面存档备份，存于）
- Timelapse video of weak Circumzenithal Arc （页面存档备份，存于）

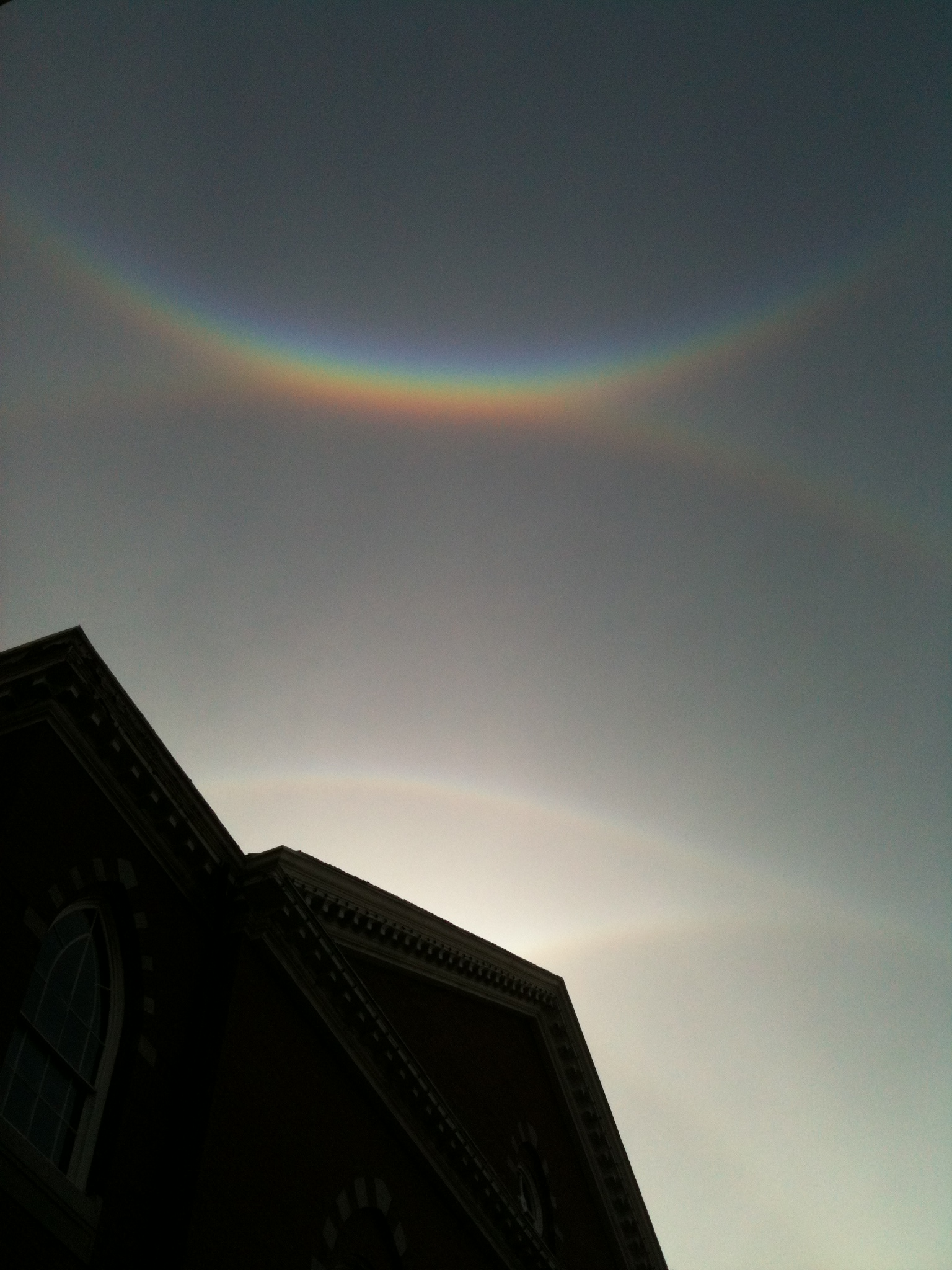
位於美國麻薩諸塞州塞勒姆的環天頂弧，攝於2012年10月27日。影像中同時可見太陽上側弧（Supralateral arc）、彩暈弧（Parry arc）和上正切晕弧（Upper tangent arc）。

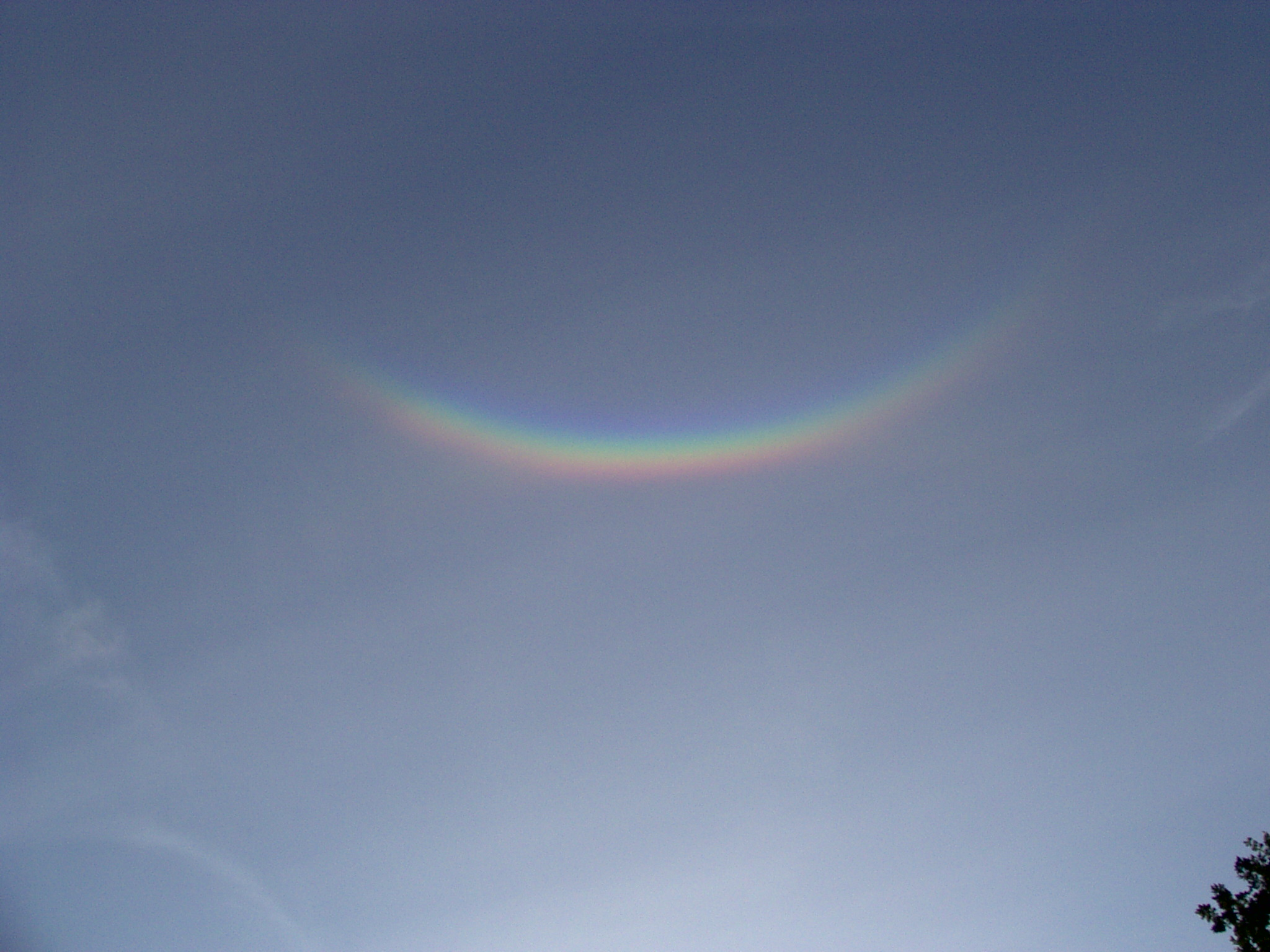
攝於2005年7月10日。

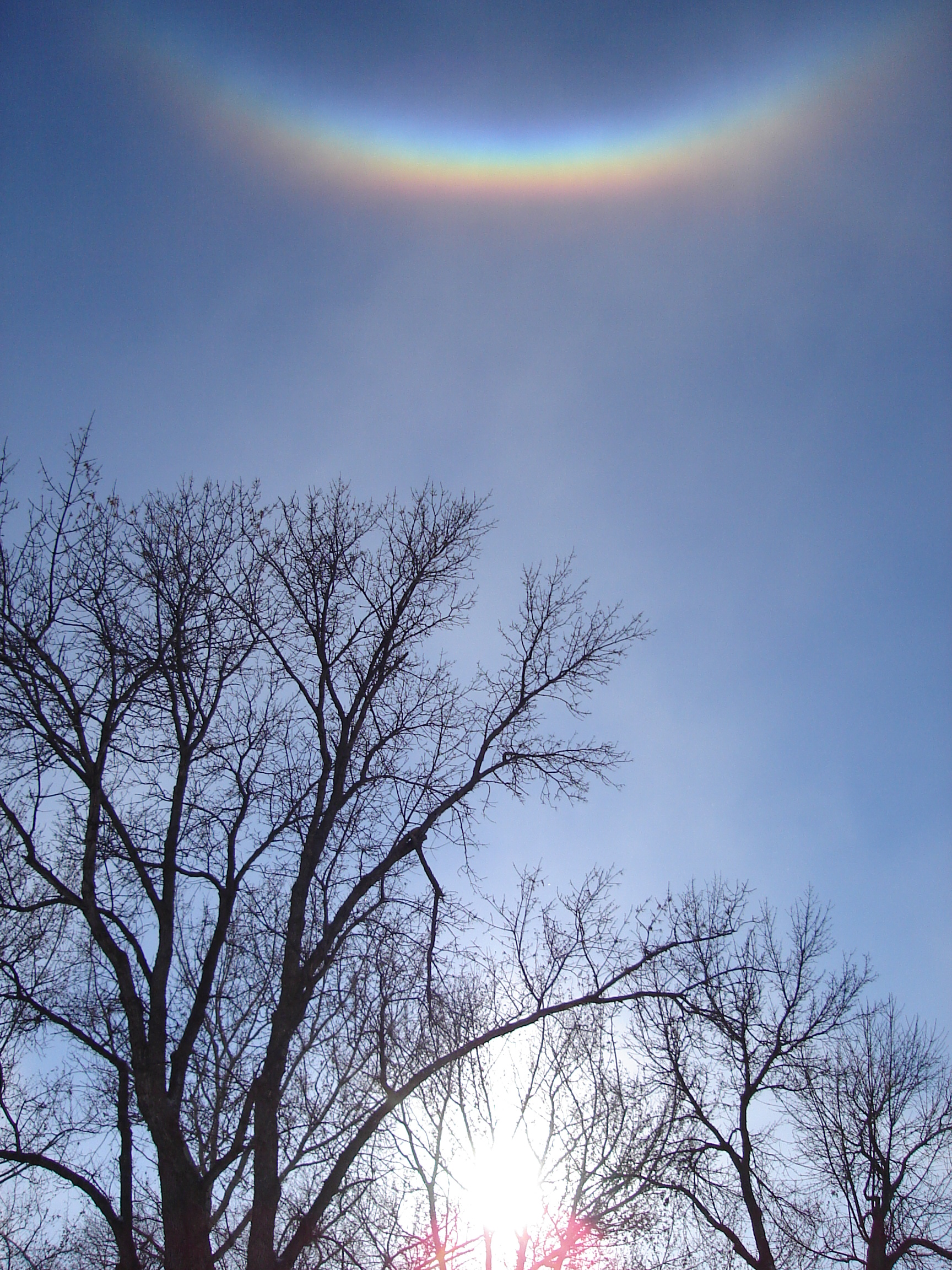
2007年1月攝於美國北達科他州大福克斯。

- Physics of the circumzenithal arc （页面存档备份，存于）
- Images from the UK by Crayford Manor House Astronomical Society （页面存档备份，存于）
- Circumzenithal Arc Over Frisco, TX | 1-23-11 | Clouds 365 Project - Year 2